# Четвърти армейски артилерийски полк
Четвърти армейски артилерийски полк е български артилерийски полк, формиран през 1891 година и взел участие Балканската (1912 – 1913), Междусъюзническата (1913), Първата световна (1915 – 1918) и Втората световна война (1941 – 1945).

## История
Историята на полка започва в началото на 1890 година, когато с указ №5 в Шумен е формирана Шуменската крепостна батарея. На 30 април 1891 г. е преместена на гарнизон във Видин и реорганизирана в батальон. Получава наименованието Видински крепостен батальон. Под това име взема участие в Балканската (1912 – 1913) и Междусъюзническата война (1913). През 1915 г. е преименуван на Видински крепостен артилерийски полк, а по-късно на Трети видински тежък артилерийски полк, под което наименование участва в Първата световна (1915 – 1918).

## Първа световна война (1915 – 1918)
Полкът взема участие във войната под командването на полковник Павел Павлов.
При намесата на България във войната полкът разполага със следния числен състав, добитък, обоз и въоръжение:
| Числен състав                                       | Добитък                | Обоз                 | Въоръжение                      |
| --------------------------------------------------- | ---------------------- | -------------------- | ------------------------------- |
| Офицери: 36 Чиновници: 3 Подофицери и войници: 1989 | Коне: 266 Волове: 1878 | Обикновени коли: 771 | Пушки и карабини: 35 Оръдия: 32 |

В началото на войната полкът е в състава на 6-а пехотна бдинска дивизия.
След края на войната, във връзка с клаузите на Ньойския мирен договор от декември 1920 г. полкът се преформира като Видински укрепен пункт, взема участие в Септемврийското въстание през 1923 г., като действа в района на Ломската околия. През февруари 1928 г. е реорганизран в полк съставен от 4 батареи, но до 1935 г. носи явното наименование укрепен пункт.

## Втора световна война (1941 – 1945)
В периода (1941 – 1944) полкът е на Прикриващия фронт и е разположен в района на с. Кирилово. Взема участие в първата фаза на заключителния етап на войната под командването на подполковник Слави Кацаров, като влиза в 4-та армия, състои се от 4 отделения и води военни действия в района на Велес. През ноември 1944 се завръща и е демобилизиран, като 4-тото му отделение взема участие във втората фаза на войната в състава на 1-ви български армейски артилерийски полк (1-ва армия).
Когато полкът отсъства от мирновременния си гарнизон, на негово място се формира допълваща батарея.

## Наименования
През годините полкът носи различни имена според претърпените реорганизации:
- Шуменска крепостна батарея (1890 – 30 април 1891)
- Видински крепостен батальон (30 април 1891 – 1915)
- Видински крепостен артилерийски полк (1915 – 21 септември 1915)
- Трети видински тежък артилерийски полк (21 септември 1915 – декември 1920)
- Видински укрепен пункт (декември 1920 – февруари 1928)
- Четвърти армейски артилерийски полк (февруари 1928 – 1945)

## Командири
- Полковник Велико Кърджиев
- Подполковник Павел Павлов (от януари 1915 г.)
- Подполковник Владимир Филипов (3 ТАП)
- Подполковник (полк. от 06.05.1940) Драгия Дрехаров (1936 – 1940)
- Подполковник Константин Чешмеджиев (1941 – 1944?)
- Полковник Бончо Бончев (14 септември 1944 – 5 октомври 1944)
- Подполковник Слави Кацаров (от 5 октомври 1944 – 1946?)